# $9.99
$ 9.99 es una película animada australiano-palestino, que usa la técnica del stop motion. El film, dirigido por Tatia Rosenthal está basado en un cuento de Etgar Keret y fue presentado oficialmente en el Toronto International Film Festival. Cuenta con las voces de Geoffrey Rush, Samuel Johnson, Anthony LaPaglia y Claudia Karvan  La película se estrenó en Estados Unidos, Los Ángeles, el 12 de diciembre de 2008.

## Sinopsis
Seis historias distintas que se desarrollan en una comunidad de vecinos y que se encuentran cuando uno de ellos parece descubrir el verdadero sentido de la vida al comprar un libro que afirma tener las respuestas que todos necesitan.
Un viudo preso de la monotonía laboral, un recaudador de impuestos enamorado de una supermodelo, un joven en busca de empleo que hace estupendos pasteles de queso, un vagabundo redentor, los sueños del niño que guarda cada moneda en el cerdito para alcanzar sus deseos, o el jubilado que vive a expensas de quien quiera escuchar sus viejas historias. Todas ellas entrelazadas forman la base coral desde la que la animadora desarrolla, sutilmente unidas por la recurrencia visual, el humor y lo fantástico, su poesía gris de la vida cotidiana. Los personajes nos muestran el miedo a la soledad, la ansiedad, el temor a no ser amado, a quedarse sin trabajo y, por supuesto, el miedo a la muerte que acecha en muchos momentos. Y también la búsqueda de aquello que les es esencial: el afecto, el amor, el reconocimiento o la atención, una nueva juventud, la madurez, el bienestar material, la seguridad, los sueños… todas y cada una de las pequeñeces que dan sentido a la existencia del hombre moderno en la época que nos ha tocado vivir. Cada uno de ellos, por separado, puede dar lugar a su propia historia, pero colocados en conjunto resultan de una densidad extraña y a la vez emocionante, probablemente porque nos hablan de cuestiones tan interesantes como universales.

## Reparto
| Actor             | Personaje |
| ----------------- | --------- |
| Geoffrey Rush     | Angel     |
| Samuel Johnson    | Dave      |
| Anthony LaPaglia  | Jim       |
| Claudia Karvan    | Michelle  |
| Joel Edgerton     | Ron       |
| Barry Otto        | Albert    |
| Leeanna Walsman   | Tanita    |
| Ben Mendelsohn    | Lenny     |
| Jamie Katsamatsas | Zack      |
| Brian Meagan      | Clemente  |

## Premios y nominaciones
Nominada Premios Annie 
- Mejor dirección en una producción de largometraje animado: Tatia Rosenthal

- Mejor largometraje animado.[3]

Granada Film Festival Cines del Sur 2009
- Ganador Premio del público: Tatia Rosenthal

Premio del público Tatia Rosenthal 
- Nominada Alhambra Dorada: Tatia Rosenthal

Festival Internacional de Cine Contemporáneo, FICCO 2009
- Ganadora de la audiencia premio a la Mejor Producción.

- Ganadora de Premio EXXONMOBIL a la Mejor Directora.

Stockholm Film Festival 2008
- Nominado Caballo de Bronce.[3]

- Ganador del Gran Premio de Monstra Lisbon Animated film Festival 2009.[4]